# Bikemap.net
Bikemap ist eine globale Fahrradkarte und Online-Community für Radfahrer zum Erstellen und Teilen von Radrouten und Radroutentipps.
Routen können von den Benutzern auf Online-Karten nach eigenen Kriterien erstellt, als GPS-Dateien importiert oder mit der mobilen App aufgenommen werden. Im September 2019 sind weltweit bereits über 4,5 Millionen Radrouten auf Bikemap verzeichnet. Der Großteil der Traffics kommt aus Europa und vorwiegend der DACH-Region mit mehr als 980.000 Routen aus Deutschland, Österreich und der Schweiz Beinahe 50 % der User sind mittlerweile aus über 100 Ländern der Welt. Zu den Ländern mit besonders vielen Usern und Routen zählen die USA, Taiwan und Brasilien.
Seit der Gründung wurden mehr als 410 Millionen Routenkilometer mit Bikemap geplant und aufgezeichnet. Alle dieser Routen können auch ohne Registrierung von jedermann auf der Website oder in den Apps abgerufen werden. Mit der App für iOS und Android lassen sich eigene Routen planen, aufzeichnen und hochladen, auch von anderen Usern erstellte Routen lassen sich aufrufen. Mit der weltweit verfügbaren Bikemap Fahrradkarte kann man weltweit navigieren. Der Großteil von Bikemaps Services ist kostenfrei verwendbar, eine Registrierung ist nur für erweiterte Funktionen notwendig. Mit Bikemap Premium werden zusätzlich kostenpflichtige Funktionen wie Offline-Karten, Offline-Navigation, Fahrradtyp-Optimiertes Routing, Spezielle Fahrradkarten und Premium Support angeboten. Mit der Offline-Funktion lassen sich Routen herunterladen und dann ohne Internetverbindung verwenden, sodass die App auch als intelligentes Navigationssystem dient. Bikemap erhielt häufige Erwähnungen in der Presse: The Next Web zählte Bikemap zu einem von „5 kick-ass European startups“, über den kompletten Relaunch von Bikemap im April 2016 berichteten zahlreiche Plattformen im deutschsprachigen Raum.

## Geschichte
Bikemap ging im April 2007 online, zwischen Herbst 2007 und Herbst 2008 wurden Schwesterseiten für Läufer, Wanderer, Skater und Motorradfahrer entwickelt, Bikemap blieb jedoch der reichweitenstärkste Dienst. Seit Januar 2015 wird Bikemap von der dafür gegründeten Bikemap GmbH mit Sitz in Wien mit Christof Hinterplattner als Geschäftsführer betrieben. Bei einer Finanzierungsrunde im Dezember 2015 erhielt Bikemap ein Investment von 700.000 Euro, gefolgt von einem 7-stelligen Investment im Jahr 2017. Im Frühling 2016 wurde die komplette Produktpalette (Web, Mobile, Social Media) technisch und visuell grundlegend erneuert, gefolgt von der Einführung von kostenpflichtigen Zusatz-Funktionen (Bikemap Premium) im Sommer 2016.
Im Sommer 2017 wurde die App erneut überarbeitet und Anfang September im Apple Store mit neuem Design gelauncht, während die Android-App einige Wochen später folgte. Das Update basierte unter anderem auf über 2000 ausgefüllten Fragebögen, die von Usern beantwortet wurden. In dem riesigen Update wurden der Fokus auf Community, Routen und Navigation gelegt und die neuen Funktionen inkludieren unter anderem intelligente Routingfunktionen, die vom Weg abgekommene User wieder zurück zur Route führen, auf dem Aufenthaltsort basierende Routenvorschläge, Sprachnavigation für alle Routen als auch ein userfreundlicheres Design. Die bis Ende 2017 nur auf Englisch und Deutsch verwendbare App erhielt Anfang 2018 ein Update, das die Nutzung von Bikemap in 5 weiteren Sprachen (Italienisch, Französisch, Spanisch, vereinfachtes und traditionelles Chinesisch) ermöglichte.
Im April 2018 wurde die Geschäftsführung von Matthias Natmessnig (CEO), Tobias Seiler (CPO) und Benedikt Brandtner (CTO) übernommen. Seither erreicht das Startup aus Wien exponentielles User-Wachstum auf 2,5 Millionen Nutzer durch konstante Produktverbesserungen. Die Basis hierfür bieten die wertvollen Rückmeldungen aus der Community. An der Nutzer-Umfrage aus dem Sommer 2019 nahmen wieder mehr als 2000 Nutzer teil. Als Resultat wurde das App Design weiter optimiert und mit der Karte als Dreh- und Angelpunkt neu gedacht. Alle 4,5 Millionen Routen können mit Filtern nach Routenlänge, Fahrradtyp und Untergrundbeschaffenheit sortiert werden. Sowohl für Android als auch iOS wurde ein praktischer A/B/C Routenplaner integriert. Damit können eigene Strecken mit mehreren Zwischenstopps und Navigationsoptionen geplant und gespeichert werden. In der Android-Version wurde der einfache Import von Routen als GPX / KML Dateien ermöglicht. Beide Apps wurden in mittlerweile 11 Sprachen übersetzt, um die Verwendung für einen großen Teil der internationalen Nutzerschaft in der Landessprache zu ermöglichen.

## Technik
Bikemap wurde mit dem Python-Framework Django entwickelt und setzt das von der Toursprung GmbH entwickelte Kartenprodukt Maptoolkit ein, das auf Karten von Google Maps sowie OpenStreetMap aufbaut, sowie als Mashup-Daten einiger Web-2.0-Plattformen wie YouTube, Wikipedia, Panoramio oder Qype auf der Karte darstellen kann.